# Andreas Hoffmann (Politiker, 1960)
Andreas Hoffmann (* 5. Oktober 1960 in Heidelberg) ist ein deutscher Politiker der CDU.

## Leben
Hoffmann ist ausgebildeter Sozialversicherungsfachangestellter und Betriebswirt. Er war von 1977 bis 2012 bei der Barmer Ersatzkasse in verschiedenen Positionen tätig. Von September 2012 bis zu seinem Ruhestand im September 2023 war Hoffmann Vorstand des Caritasverbands Konstanz e.V. Nachdem sein Nachfolger diesen Posten zum 31. Dezember 2023 überraschend aufgab, übernahm Hoffmann vorübergehend diese Arbeit wieder.
Andreas Hoffmann war bis 2014 Landesvorsitzender des Kolpingwerks Baden-Württemberg, einem Landesverband mit 338 Kolpingsfamilien und circa 30.000 Mitgliedern in den Diözesen Freiburg und Rottenburg.
Andreas Hoffmann ist römisch-katholisch, verheiratet und hat zwei Kinder. Die Familie lebt in Allensbach.

## Politische Funktionen
Hoffmann war von 2001 bis 2011 Mitglied des Landtags von Baden-Württemberg für den Wahlkreis Konstanz. Die Direktmandate, die er 2001 und 2006 errang, konnte er bei der Landtagswahl in Baden-Württemberg 2011 nicht verteidigen und verlor sie an Siegfried Lehmann (Grüne), weshalb er nach der Wahl aus dem Landtag ausschied. Seit dem Jahr 2004 ist er Kreistagsmitglied für Allensbach und sozial- und gesundheitspolitischer Sprecher der CDU-Kreistagsfraktion.